# Zofia Jóźwiak
Zofia Jóźwiak (ur. 1941) – polska biofizyk, profesor nauk biologicznych.

## Życiorys
W 1965 r. ukończyła studia biologiczne na Uniwersytecie Łódzkim, w 1971 r. obroniła pracę doktorską, w 1985 r. habilitowała się. W 1991 r. otrzymała tytuł profesora nauk biologicznych. Była pracownikiem naukowym na Uniwersytecie Łódzkim.